# Mark Harris (Autor, 1922)
Mark Harris, eigentlich Mark Harris Finkelstein (* 19. November 1922 in Mount Vernon, USA; † 30. Mai 2007 in Santa Barbara, Kalifornien), war ein US-amerikanischer Autor.

## Leben
Nachdem er während des Zweiten Weltkrieges bei der United States Army gedient hatte, arbeitete als Journalist in New York City, St. Louis und Chicago, bevor er zur University of Denver ging, wo er 1951 graduierte. Er machte seinen Ph. D. an der University of Minnesota 1956 und lehrte dann an verschiedenen Universitäten. Er hatte von 1980 bis 2001 eine Professur in Englisch an der Arizona State University. Sein erster Roman Trumpet to the World, wurde 1946 veröffentlicht.
Harris starb 2007 an Alzheimer in Santa Barbara. Er hinterließ seine Frau Josephine Horen, zwei Söhne und eine Tochter.

## Werke

### Romane
- Trumpet to the World (1946)
- The Southpaw (1953)
- Bang the Drum Slowly (1956) 1973 unter dem Titel Das letzte Spiel verfilmt
- Something about a Soldier (1957)
- A Ticket for a Seamstitch (1957)
- Wake Up, Stupid (1959)
- The Goy (1970)
- Killing Everybody (1973)
- It Looked Like For Ever (1979)
- Lying In Bed (1984)
- Speed (1990)
- The Tale Maker (1994)

### Sachbücher
- City of Discontent: An Interpretive Biography of Vachel Lindsay (1952)
- Mark the Glove Boy, or The Last Days of Richard Nixon (1964)
- Twentyone Twice: A Journal (1966)
- Best Father Ever Invented: The Autobiography Of Mark Harris (1976)
- Saul Bellow: Drumlin Woodchuck (1980)
- Diamond – The Baseball Writings of Mark Harris (1994)